# O'Reilly Auto Parts
O'Reilly Automotive é uma empresa estadunidense de produtos automobilísticos, sediada em Springfield, Missouri, foi fundada em 1957 e atualmente possui mais de 5 mil lojas no país.